# Ruinen Ränggen
Bei den Ruinen auf dem Ränggen handelt es sich um drei wenig bekannte abgegangene Höhenburgen in der Schweizer Gemeinde Diegten im Kanton Basel-Landschaft. Dabei unterscheidet man die Ränggen I, Ränggen II und Ränggen III, wobei nur bei den letzteren zwei noch Mauerspuren zu sehen sind. Alle drei Anlagen wurden vermutlich durch die Herren von Eptingen errichtet. Die Anlagen lagen unweit des höchsten Punkts des Felsgrates und liegen oberhalb der Ruine Riedfluh. Auf der gegenüberliegenden Talseite des Diegterbachs (Leisibachs) liegt die Ruine Wild-Eptingen.

## Anlagen

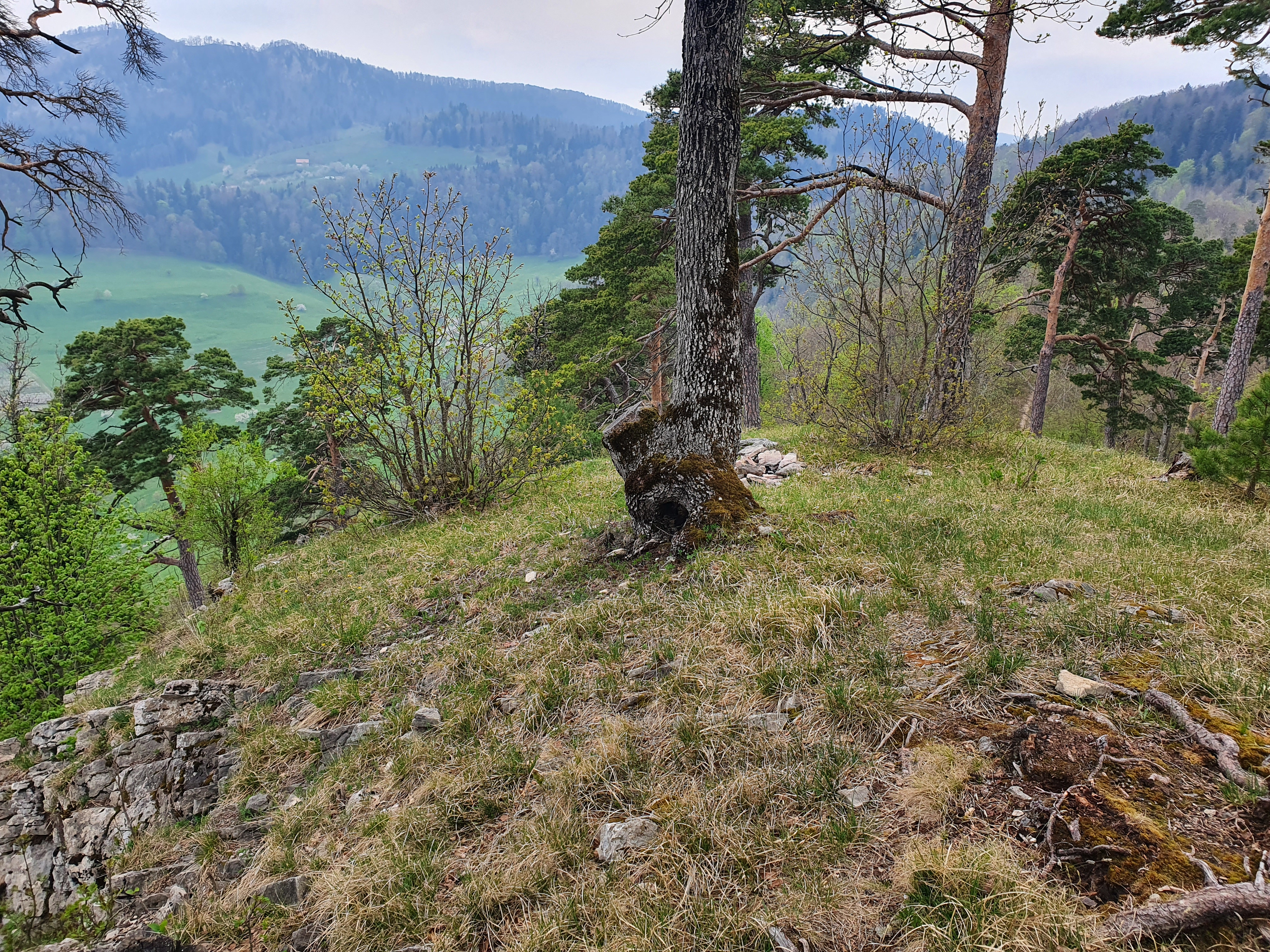
Burgstelle Ränggen I

Ränggen I ist die westlichste der drei Anlagen (47.39315° N, 7.80566° O). Sie befand sich auf einem steil abfallenden Felskopf. Drei abgestufte Plateaus sind im Gelände übrig geblieben.
Ränggen II (auch genannt Ruch-Eptingen) befindet sich unweit im Osten der ersten Anlage (47.39332° N, 7.80698° O). Sie befand sich auf zwei steil abfallenden Felsköpfen. Hier sind noch Reste von Mauern und Mörtel zu sehen und zwar bei den Felsköpfen als auch im nordöstlichen Vorgelände. Die stark vom Zerfall gezeichneten Reste der Burg wurden 2015 von der Kantonsarchäologie neu vermessen.

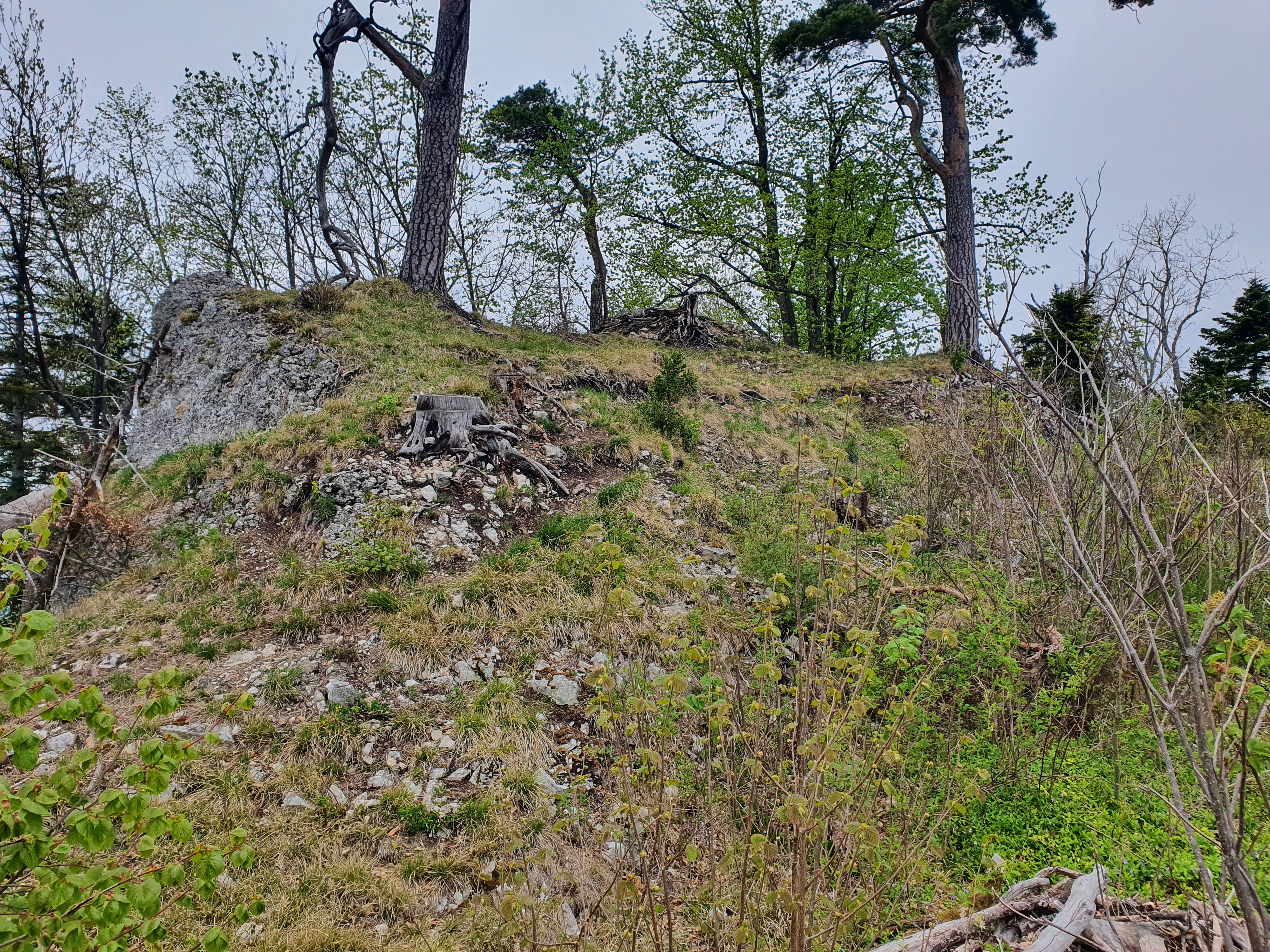
Burgstelle Ränggen III

Ränggen III ist die östlichste der drei Anlagen (47.39440° N, 7.80766° O). Sie wurde erst 1953 entdeckt. 1954/55 und 1963 wurden Teile der Ruine (Mauerreste) freigelegt. Die Kernburg nahm eine Fläche von ca. 25 × 15 Metern ein. Auf der Nordwestseite wurden Reste einer Herdstelle und eines Ofens entdeckt, dazu Pfeilspitzen, Hufeisen, Beschläge, Ketten, Nägel, Knochen, Keramikfragmente und eine Lanzenspitze.

## Zugang
Alle drei Anlagen liegen in der Nähe eines Waldpfades. Der Zugang zu Ränggen II ist steil und ausgesetzt. Bei Ränggen I ist eine Grillstelle vorhanden.

## Geschichte
Eine prähistorische Anlage bestand womöglich schon in der Römerzeit auf dem Ränggen, am nördlichsten Ausläufer des Berges ("Ränggen IV"). Ränggen I-III wurden dagegen im Mittelalter errichtet.
Ränggen I ist vermutlich die älteste der drei Anlagen. Die Lage und das Gelände der Anlage erinnern an die Ruine Wild-Eptingen. Als Gründer werden deshalb die 1189 als Zeugen erwähnten Herren von Eptingen vermutet. Es ist möglich, dass Ränggen I den Vorläufer der Felsenburg Ränggen II darstellte, es sich also um eine grössere Burganlage handelt.
Auch bei Ränggen II gibt es hauptsächlich Vermutungen über die Errichtung der Anlage. Vermutet werden die Herren von Eptingen. Basierend auf der Form liegt die Gründung frühestens im 12. Jahrhundert. Grabungen in den 1950er-Jahren stiessen auf eine Brandschicht, was darauf schliessen lässt, dass im späten 13. Jahrhundert die Burg durch ein Feuer zerstört wurde. Danach wurde die Burg aber vermutlich wieder hergerichtet. Gemäss Berichten nach dem Basler Erdbeben von 1356 wurden zwei Burgen durch das Basler Erdbeben zerstört. Später (1413) taucht auch der Name "Ruch-Eptingen" in einer Zeugenaussage auf.
Dank Keramikfunden bei Ränggen III kann die Anlage dem 13. Jahrhundert zugeordnet werden. Ähnlich zu Ränggen II wurde auch hier eine dicke Brandschicht nachgewiesen; mehrere Keramikscherben waren durch grosse Hitze verzogen. Es wird vermutet, dass die Anlage um ca. 1270 durch ein Feuer zerstört und dann aufgegeben wurde.